# Ensino doméstico

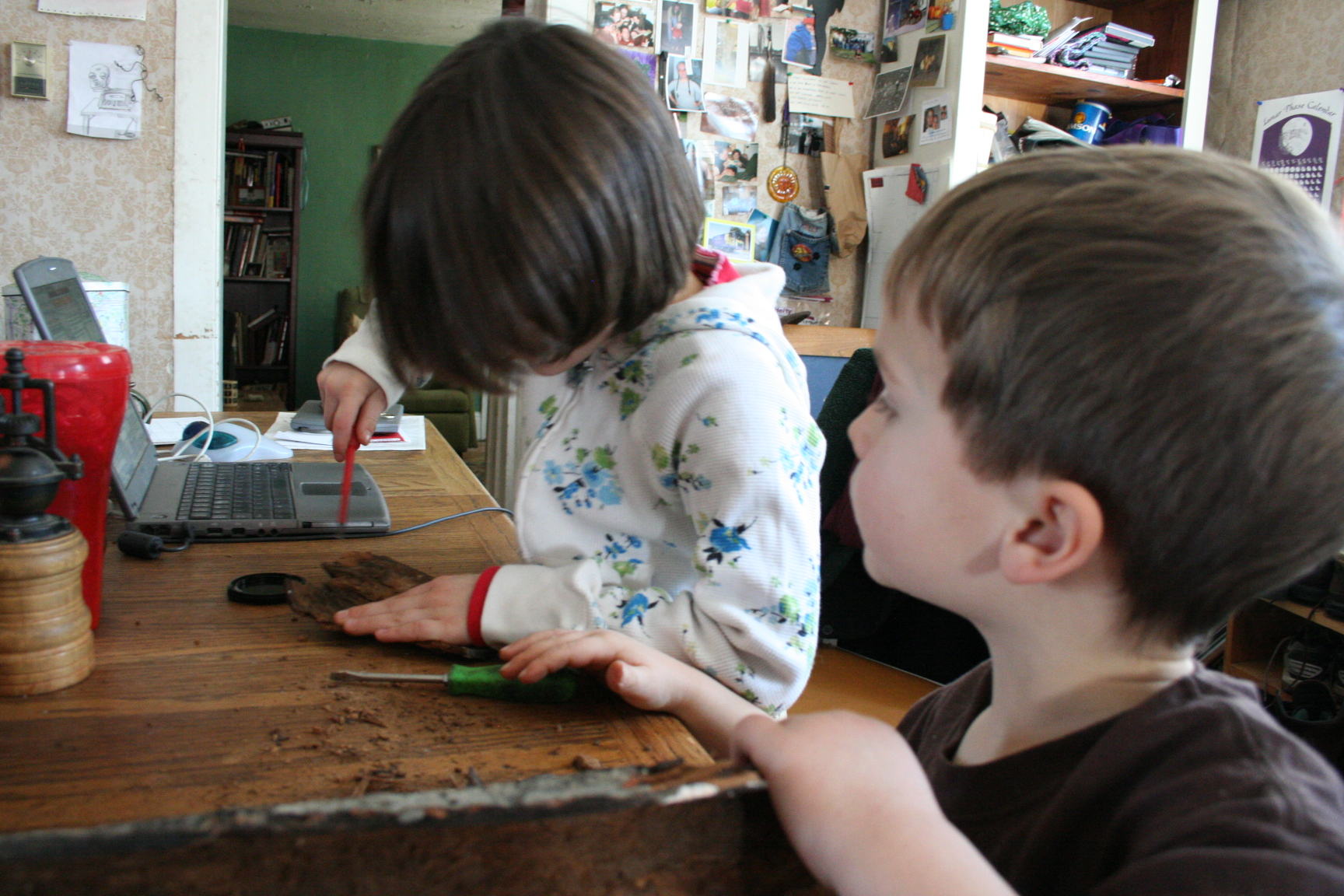
Crianças estudando em casa.

Educação domiciliar ou ensino doméstico (do inglês homescholling) é o método educacional situado em uma residência e não em uma instituição projetada para esse fim, é representativo de um amplo movimento social de famílias, em grande parte nas sociedades ocidentais, que acreditam que a educação dos filhos é, em última análise, um direito dos pais e não de um governo; a partir do final do século XX, o movimento cresceu em grande parte como uma reação contra os currículos das escolas públicas entre alguns grupos.

## História
Durante a maior parte da história e em diferentes culturas, a educação domiciliar era uma prática comum por membros da família e comunidades locais; contratar tutores profissionais era uma opção disponível apenas para os ricos; a educação domiciliar diminuiu nos séculos 19 e 20 com a promulgação de leis de frequência escolar obrigatória, no entanto, continuou a ser praticado em comunidades isoladas e teve um ressurgimento nas décadas de 1960 e 1970 com reformistas educacionais insatisfeitos com a educação industrializada.
As primeiras escolas públicas na moderna cultura ocidental foram estabelecidas durante a reforma com o incentivo de Martin Luther nos estados alemães de Gota e Turíngia em 1524 e 1527. De 1500 a 1800, a taxa de alfabetização aumentou até que a maioria dos adultos fosse alfabetizada, mas o desenvolvimento da taxa de alfabetização ocorreu antes da implementação da frequência obrigatória e da educação universal.
A educação domiciliar e o aprendizado continuaram a ser a principal forma de educação até a década de 1830. No entanto, no século 18, a maioria das pessoas na Europa não tinha educação formal. Desde o início do século 19, a escolarização formal em sala de aula tornou-se o meio mais comum de escolarização em todos os países desenvolvidos.
Em 1647, a Nova Inglaterra forneceu educação primária obrigatória. Diferenças regionais na escolaridade existiam na América colonial. No sul, as fazendas e plantações estavam tão dispersas que as escolas comunitárias, como as dos assentamentos mais compactos do norte, eram impossíveis. Nas colônias médias, a situação educacional variou ao comparar Nova York com Nova Inglaterra.
A maioria das culturas tribais nativas americanas tradicionalmente usava o ensino em casa e o aprendizado para passar conhecimento às crianças. Os pais eram apoiados por parentes e líderes tribais na educação de seus filhos. Os nativos americanos resistiram vigorosamente à educação obrigatória nos Estados Unidos.
Nos anos de 1960s, Rousas John Rushdoony começou a defender o ensino em casa, que ele via como uma forma de combater a natureza secular do sistema de educação pública nos Estados Unidos. Ele atacou vigorosamente a reformistas progressistas como Horace Mann e John Dewey e defendeu o desmantelamento da influência do estado na educação em três obras: Intellectual Schizophrenia, The Messianic Character of American Education e The Philosophy of the Christian Curriculum. Rushdoony era frequentemente chamado como testemunha especializada pelo Home School Legal Defense Association (HSLDA) em processos judiciais. Ele frequentemente defendia o uso de escolas particulares.

## Cooperativas
Uma cooperativa de ensino domiciliar é uma cooperativa de famílias que ensinam seus filhos em casa e oferece uma oportunidade para as crianças aprenderem com outros pais que são mais especializados em determinadas áreas ou assuntos. As cooperativas também fornecem interação social. Eles podem ter aulas juntos ou fazer viagens de campo. Algumas cooperativas também oferecem eventos como bailes e formatura para os alunos.
Os alunos domiciliados estão começando a utilizar o Web 2.0 como uma forma de simular cooperativas online. Com as redes sociais, os alunos podem conversar, discutir tópicos em fóruns, compartilhar informações e dicas e até participar de aulas on-line por meio de sistemas de quadro-negro semelhantes aos usados pelas faculdades.

## Motivações
Os pais geralmente citam duas motivações principais para educar seus filhos em casa: a insatisfação com as escolas locais e o interesse em aumentar o envolvimento com o aprendizado e o desenvolvimento de seus filhos. A insatisfação dos pais com as escolas disponíveis normalmente inclui preocupações com o ambiente escolar, a qualidade da instrução acadêmica, o currículo, bullying, racismo e descrença na capacidade da escola de atender às necessidades especiais. Alguns pais educam em casa para ter maior controle sobre o que e como seus filhos são ensinados, para atender mais adequadamente às aptidões e habilidades da criança de forma individual, fornecer instrução de uma posição específica religiosa e ou moral e aproveitar a eficiência do ensino individualizado para permitir que a criança dedique mais tempo às atividades da infância, à socialização e ao aprendizado não-acadêmico.
Algumas famílias afro-americanas optam pela educação em casa como forma de aumentar a compreensão de seus filhos sobre a história afro-americana – como as leis Jim Crow que resultaram na proibição de afro-americanos de ler e escrever – e para limitar os danos causados pelo racismo sistêmico não intencional e às vezes sutil que afeta a maioria das escolas estadunidenses.
Alguns pais são da opinião de que certos temperamentos são promovidos na escola, enquanto outros são inibidos, o que também pode ser uma razão para educar seus filhos em casa.
Outro argumento para crianças educadas em casa pode ser a proteção física e emocional, bullying, exclusão, drogas, estresse, sexualização, pressões sociais, pensamentos de desempenho excessivos, grupos de socialização ou modelos de comportamento com impacto negativo e tratamento degradante na escola.
Algumas crianças também podem preferir ou podem aprender de forma mais eficiente em casa, por exemplo, porque não se distraem ou retardam os assuntos escolares e podem, por exemplo, passar várias horas lidando com o mesmo tópico sem serem perturbadas. Existem estudos que mostram que as crianças educadas em casa são mais propensas a se formar e ter um melhor desempenho na universidade.
O ensino doméstico também pode ser um fator na escolha de estilo parental, pode ser uma questão de consistência para famílias que vivem em locais rurais isolados, para aqueles que estão temporariamente no exterior e para aqueles que viajam com frequência. Muitos jovens atletas, atores e músicos são ensinados em casa para acomodar seus horários de treinamento e prática de forma mais conveniente. O ensino domiciliar pode ser sobre orientação e aprendizado, em que um tutor ou professor está com a criança por muitos anos e se torna mais familiarizado com a criança. Muitos pais também educam seus filhos em casa e os devolvem ao sistema escolar mais tarde, por exemplo, porque acham que seu filho é muito jovem ou ainda não está pronto para começar a escola.
Algumas crianças também têm problemas de saúde e, portanto, não podem frequentar uma escola regularmente e são pelo menos parcialmente educadas em casa ou fazem educação à distância.
Outra razão comumente citada para a escolha do ensino domiciliar é a flexibilidade e a liberdade que pais e filhos têm.
O COVID-19 reforçou a opinião de alguns pais sobre o ensino em casa. O fato de os pais perceberem que o aprendizado remoto era possível graças às novas tecnologias significa que eles têm opções adicionais a serem consideradas caso seus filhos enfrentem problemas de qualquer tipo na escola.

### Catolicismo
No tocante à Igreja Católica, a doutrina oficial defende que os pais devam indiscutivelmente ser os principais educadores dos filhos, conforme a carta encíclica Divini Illuis Magistri:

"A família recebe portanto imediatamente do Criador a missão e consequentemente o direito de educar a prole, direito inalienável porque inseparavelmente unido com a obrigação rigorosa, direito anterior a qualquer direito da sociedade civil e do Estado, e por isso inviolável da parte de todo e qualquer poder terreno."

Essa responsabilidade deve ser ainda dividida com outras duas instituições: a civil, na estrutura escolar, e a igreja. Conforme esclarece o Compêndio da Doutrina Social da Igreja (nº 240):
"Os pais são os primeiros, mas não os únicos educadores de seus filhos. Compete-lhes, pois, a eles exercer com sentido de responsabilidade a sua obra educativa em colaboração estreita e vigilante com os organismos civis e eclesiais. [...] "Estas forças são todas elas necessárias, mesmo que cada uma possa e deva intervir com a sua competência e o seu contributo próprio». [...] Neste contexto, se coloca antes de mais o tema da colaboração entre a família e a instituição escolar."
A Exortação Apostólica Amoris Laetitia, por sua vez, explica que a função dos pais deve ser de educação de valores, mas não ser a única referência nesse aspecto:
"Os pais necessitam também da escola para assegurar uma instrução de base aos seus filhos [...]. A tarefa dos pais inclui uma educação da vontade e um desenvolvimento de hábitos bons e tendências afectivas para o bem. [...] Esta formação deve ser realizada de forma indutiva, de modo que o filho possa chegar a descobrir por si mesmo a importância de determinados valores, princípios e normas, em vez de lhos impor como verdades indiscutíveis [nº 263/264]. Não é bom que os pais se tornem seres omnipotentes para seus filhos, de modo que estes só poderiam confiar neles, porque assim impedem um processo adequado de socialização e amadurecimento afectivo [nº 279]".
O Catecismo aponta o importante direito dos pais a escolherem uma escola de acordo com suas convicções, e cobra do Estado que lhes assegure este direito (nº 2229). Aos pais que se sentem insatisfeitos com os modelos educacionais oferecidos, é recomendado que procurem escolas católicas ou até mesmo que fundem e mantenham instituições escolares, as quais deveriam ser subsidiadas pelo poder publico:
"Os pais têm o direito de fundar e manter instituições educativas. As autoridades públicas devem assegurar que «se distribuam as subvenções públicas de modo tal que os pais sejam verdadeiramente livres para exercer o seu direito, sem ter de suportar ônus injustos [...]. Deve-se, portanto, considerar uma injustiça negar a subvenção econômica pública às escolas não estatais que dela necessitem e que prestam um serviço à sociedade civil" [CDSI, nº 241].
A Exortação Apostólica Familiaris Consortio ressalta que, mesmo quando apresenta valores contrários, a escola não deve ser encarada como a única força formadora dos filhos (nº 40):
"Se nas escolas se ensinam ideologias contrárias à fé cristã, cada família juntamente com outras, possivelmente mediante formas associativas, deve com todas as forças e com sabedoria ajudar os jovens a não se afastarem da fé. Neste caso, a família tem necessidade de especial ajuda da parte dos pastores, que não poderão esquecer o direito inviolável dos pais de confiar os seus filhos à comunidade eclesial".
Por fim, discorrendo diretamente sobre o assunto do ensino domiciliar na ONU, a delegação da Santa Sé afirma que as 250 000 escolas católicas ao redor do mundo devem:
"auxiliar os pais que tem o direito e a obrigação de escolher as escolas, inclusive o ensino domiciar, possindo a liberdade de fazê-lo, que por sua vez, deve ser respeitada e facilitada pelo Estado."

## Críticas

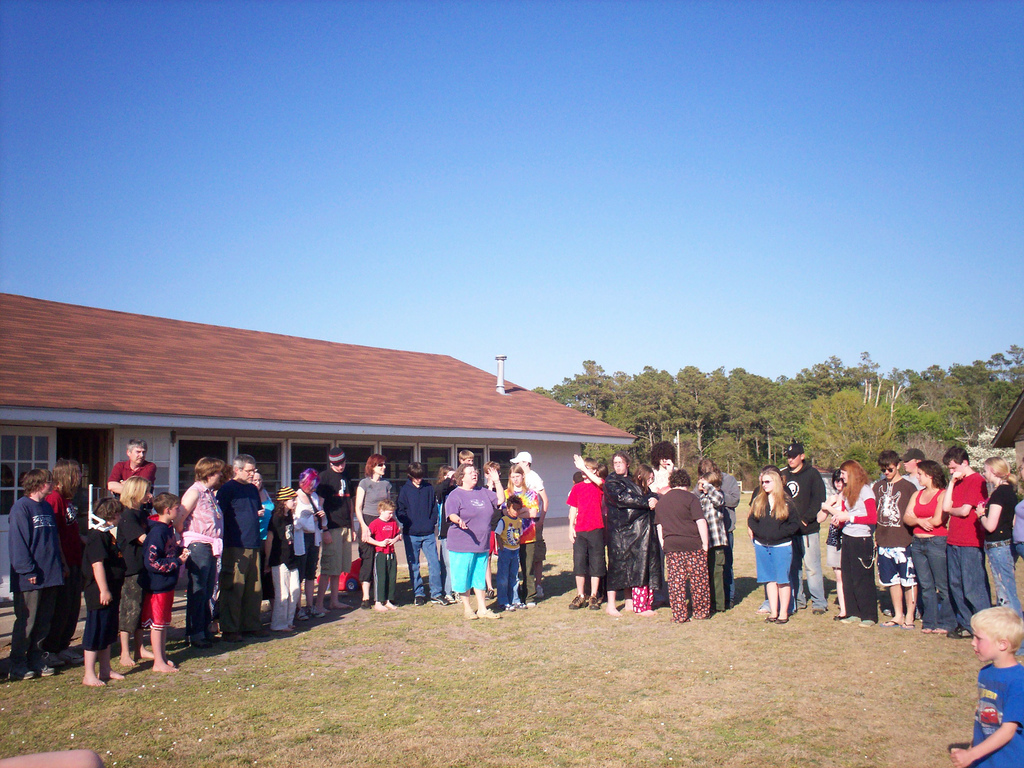
Encontro de famílias de homeschoolers.

Nos EUA, a resistência ao ensino doméstico vem de algumas organizações de professores e distritos escolares. A National Education Association, um sindicato de professores e a associação profissional, afirmam que professores devem ser licenciados e que os currículos aprovados pelo estado devem ser usados.
Em 2019, Elizabeth Bartholet, uma professora de Direito de Harvard e diretora do corpo docente do Programa de Defesa da Criança da Faculdade de Direito, recomendou a proibição da educação em casa no EUA, chamando-a de "prática arriscada". Para Bartholet, o que acontece nos EUA se destacam como uma anomalia já que outros países permitem o ensino em casa de forma regulamentada.
O estudo intitulado "Homeschooled Children’s Social Skills" com 70 crianças americanas educadas em casa concluiu que “as pontuações de habilidades sociais das crianças educadas em casa eram consistentemente mais altas do que as dos alunos de escolas públicas”.
No Brasil, os debates sobre a educação domiciliar também apontam influências neoconservadoras e neoliberais que afetam as instituições escolares em seus aspectos laico e democrático.

## Pesquisa

### Resultados em testes
De acordo com o Home School Legal Defense Association (HSLDA) em 2004, "Muitos estudos nos últimos anos estabeleceram a excelência acadêmica de crianças educadas em casa". Home Schooling Achievement, uma compilação de estudos publicados pelo HSLDA, apoiou a integridade acadêmica do ensino domiciliar. Este livreto resumiu um estudo de 1997 de Ray e o estudo de Rudner de 1999. O estudo de Rudner observou duas limitações de sua própria pesquisa: não é necessariamente representativo de todos os alunos e não é uma comparação com outros métodos de ensino. Entre os alunos educados em casa que fizeram os testes, o aluno médio educado em casa superou seus colegas da escola pública em 30 a 37 pontos percentuais em todas as disciplinas. O estudo também indica que as diferenças de desempenho da escola pública entre minorias e gêneros eram praticamente inexistentes entre os alunos educados em casa que fizeram os testes.
Uma pesquisa com 11 739 alunos educados em casa realizada em 2008 descobriu que, em média, os alunos educados em casa pontuaram 37 pontos percentuais acima dos alunos de escolas públicas em testes padronizados de desempenho. Isso é consistente com o estudo de Rudner de 1999. No entanto, Rudner disse que esses mesmos alunos da escola pública podem ter pontuado tão bem por causa dos pais dedicados que tiveram. O estudo de Ray também descobriu que os alunos educados em casa que tinham um professor certificado como pai pontuaram um percentil a menos do que os alunos educados em casa que não tinham um professor certificado como pai. Outro estudo descritivo nacional conduzido por Ray continha alunos com idades entre 5 e 18 anos e revelou que os alunos pontuaram pelo menos no percentil 80 em seus testes.
Há também estudos segundo os quais crianças educadas em casa são menos propensas a serem  abusadas sexualmente do que crianças em escolas públicas.

## No mundo

### Europa

#### Portugal
Em Portugal a legislação permite o ensino doméstico, no entanto essa opção é relativamente desconhecida da quase totalidade da população.
No ano letivo 2006/2007 apenas quatro crianças, de três famílias diferentes, estavam a receber ensino doméstico.
Em 2014/2015 estavam inscritas 199 crianças, em 2017/18 estão inscritos no ensino doméstico e individual 620 alunos.
Os alunos domésticos deverão efectuar exames de equivalência à frequência dos 1.º, 2.º e 3.º ciclos, após o 4.º, o 6.º e o 9.º ano respetivamente. Após o 9.º ano os alunos domésticos também deverão inscrever-se nos exames nacionais de Língua Portuguesa e de Matemática tal como os restantes alunos que concluem o 9.º ano; a única diferença é que os alunos das escolas são inscritos pelas próprias escolas, enquanto os alunos domésticos deverão ser inscritos pelos seus pais-tutores.

### América do Sul

#### Brasil
No Brasil, o Supremo Tribunal Federal, no julgamento do recurso extraordinário 888 815, não apontou qualquer inconstitucionalidade na prática do homeschooling, negando o recurso pela falta de uma lei de regulamentação. No entendimento do ministro Alexandre de Moraes, redator do acórdão do julgamento, "não se trata de um direito, e sim de uma possibilidade legal, mas que falta regulamentação para a aplicação do ensino domiciliar". Os ministros Luís Roberto Barroso e Edson Fachin também defenderam a constitucionalidade. Outros juristas defendem que a prática é inconstitucional, ou seja, crime, previsto no artigo 246 do Código Penal e ocorre quando o pai, mãe ou responsável deixa de matricular o filho em alguma escola pública ou privada autorizada pelo Ministério da Educação. De acordo com o juiz Leandro Cunha Bernardes Silveira, do Tribunal de Justiça do Estado do Espírito Santo, a criminalização da conduta tem como principal objetivo coibir a prática e "garantir que toda criança tenha direito à educação". No Brasil o ensino é obrigatório entre os 4 e 17 anos. Os pais ficam responsáveis por colocar as crianças na educação infantil a partir dos 4 anos e por sua permanência até os 17 (Lei de Diretrizes e Bases da Educação Nacional). O artigo 1.634 do Código Civil Brasileiro diz que compete aos pais, quanto aos filhos menores, dirigir-lhes a criação e a educação. O artigo 22 do Estatuto da Criança e do Adolescente (ECA) diz que aos pais incumbe o dever de sustento, guarda e educação dos filhos menores. E o artigo 55 do Estatuto da Criança e do Adolescente (ECA) diz que os pais ou responsáveis têm a obrigação de matricular seus filhos na rede regular de ensino.
No Brasil, é obrigatória aos pais a matrícula dos filhos na educação básica a partir dos 4 (quatro) anos de idade, do que decorre a vedação ao ensino doméstico. Segundo parecer do Conselho Nacional de Educação, a adoção da educação domiciliar dependeria de manifestação do legislador, que viesse a abrir a possibilidade, segundo normas reguladoras específicas; em setembro de 2018, o Supremo Tribunal Federal julgou improcedente um recurso extraordinário que pedia o reconhecimento da prática devido a falta de uma lei regulamentadora.
Em função da imposição legal à matrícula dos filhos, o próprio Poder Público, inclusive o Ministério Público, pode compelir judicialmente a matrícula de menores de idade em instituições de ensino. Além disso, os pais podem ser processados criminalmente por não levarem os filhos à escola, pelo crime de abandono intelectual, tipificado no art. 246 do Código Penal Brasileiro.
Há, contudo, publicações que se posicionam favoravelmente à educação domiciliar, como é o caso de artigo publicado pelo Ministro do STJ Domingos Netto. Mas, no projeto de Prioridades dos primeiros 100 dias de governo de Jair Bolsonaro, ele assinou um projeto de lei que visava regulamentar a prática. A ministra Damares Alves se manifestou favoravelmente à prática.